# Giovanni Volpi (évêque)
Pour les articles homonymes, voir Volpi.
Giovanni Volpi, né à Lucques le 27 janvier 1860 et mort à Rome le 19 juin 1931, est un ecclésiastique italien qui fut évêque d'Arezzo. La cause de sa béatification est ouverte.

## Biographie
Giovanni Volpi naît dans une famille aisée de Lucques, mais il perd ses parents dans sa prime jeunesse et est élevé par ses grands-parents maternels. Il poursuit ses études au séminaire de Lucques et  est ordonné prêtre en 1882. Il est aussitôt nommé comme professeur d'histoire de l'Église au séminaire de Lucques. Il se distingue par sa spiritualité. Il fonde une école du soir gratuite avec le comte Cesare Sardi. 
En 1897, le pape Léon XIII le nomme évêque auxiliaire de Lucques à seulement trente-sept ans. Il est le confesseur de la bienheureuse Hélène Guerra puis de sainte Gemma Galgani, dont il sera le premier biographe. En 1905, saint Pie X le nomme évêque d'Arezzo en 1905. Il est très proche de la ligne du pontife et s'applique dans son diocèse à transmettre les directives du pontife, notamment dans le règlement de la crise moderniste. Mais à la mort de Pie X en 1914, ses opposants lancent des rumeurs selon lesquelles il est favorable à l'Autriche-Hongrie en guerre contre l'Italie, car il avait fait la connaissance de la future impératrice Zita (née princesse de Bourbon-Parme) dans sa jeunesse à Lucques. 
Il tient à garder une ligne traditionnelle dans son séminaire diocésain, mais Benoît XV lui envoie un visiteur apostolique en 1917, après des accusations lancées contre lui par des prêtres relâchés, la plus importante étant : lutte aveugle contre le libéralisme et le modernisme (septième accusation sur treize). Il est destitué de son diocèse en 1919. Il termine sa vie à Rome dans la prière. Après sa mort d'anciens dirigés témoignent de sa spiritualité et de sa dévotion au Sacré-Cœur.

## Béatification
Son procès en béatification est ouvert en 1941 par le diocèse de Rome, les postulateurs appartenant à l'ordre des frères prêcheurs.